# Couvertpuis
Couvertpuis è un comune francese di 90 abitanti situato nel dipartimento della Mosa nella regione del Grand Est.

## Società

### Evoluzione demografica
Abitanti censiti